# 南北経済回廊
南北経済回廊（なんぼくけいざいかいろう、単に南北回廊とも。中国語: 昆曼高速公路, 英語: Kunming-Bangkok Expressway）は、中国からインドシナ半島へと南北へつながる道路。中国の初の国際高速道路でもある。

## 概要
北は中国南西部の雲南省の省都昆明から始まり、南はタイの首都バンコクで終わる。道路の長さは、およそ2,000km。
| 区間                                                          | 距離(km) 1 | 国道（各国） | 整備状況など                                                                          |
| ------------------------------------------------------------- | ---------- | ------------ | ------------------------------------------------------------------------------------- |
| 昆明 - 玉渓（雲南省）                                         | 86         | 213          | 6 車線 高速道路 完成 (1999年)                                                         |
| 玉渓 - 元江（雲南省）                                         | 112        | 213          | 4 車線 高速道路 完成 (2000年)                                                         |
| 元江 - 磨黒（雲南省）                                         | 147        | 213          | 高速道路 完成 (2003年12月)                                                            |
| 磨黒 - 思茅区（雲南省）                                       | 71         | 213          | 高速道路 完成                                                                         |
| 思茅区 - 小勐養（雲南省）                                     | 97         | 213          | 建設中                                                                                |
| 小勐養 - 磨憨（雲南省）／ボーテン（ラオス）                   | 185        | 214          | 1級公路また高速道路として34km、 それ以外は2級公路として整備                           |
| ボーテン - ルアンナムター（ラオス）                           | 57         | 3            | 計画（準3級公路としては整備済み）                                                     |
| ルアンナムター - フアイサーイ（ラオス）／チエンコーン（タイ） | 192        | 3            | 2013年にフアイサーイとチエンコーンの両岸を結ぶ第4タイ・ラオス友好橋が完成し整備は完了 |
| チエンコーン - チェンラーイ（タイ）                           | 113        | 1020         | 計画, Alt route 1174/1098/1173                                                        |
| チェンラーイ - ターク（タイ）                                 | 398        | 1            | Divided Highway                                                                       |
| ターク - バンコク（タイ）                                     | 426        | 1            | Divided Highway                                                                       |

1高速道路が未開通の場合は、既存道路の距離
1992年に大メコン川地域（GMS: Greater Mekong Subregion）の名のもとにタイ、ベトナム、ラオス、ミャンマー、カンボジア、中国の6か国とアジア開発銀行（ADB）で、経済協力の話し合いが始まった。この南北回廊は、地域のインフラづくりに向けた各国の協力によるもの 。道路沿いの北部の街では、中国産品の取引が増えており、中国政府のインドシナ半島全域への経済的影響力が拡大すると予測されている。